# 角川つばさ文庫小説賞
角川つばさ文庫小説賞（かどかわつばさぶんこしょうせつしょう）とは、角川書店主催の公募文学賞。子ども部門、一般部門、イラスト部門の三部門に分かれている。2009年に設立された角川学芸児童文学賞を経て、2012年創設。

## 一般部門概要
角川つばさ文庫での出版を前提。
青春、冒険、ファンタジー、恋愛、学園、SF、ミステリー、ホラーなどジャンルは不問。
未発表、未投稿のオリジナル作品に限る。未完の作品は選考対象外。 
- ［大賞］正賞の盾ならびに副賞の50万円
- ［金賞］正賞の賞状ならびに副賞の30万円
- ［銀賞］正賞の賞状ならびに副賞の10万円

## 一般部門
「-」は該当作品なしを示す。著者名は受賞発表時に公開されているもの。シリーズ化作品について副題は省略。
| 回数   | 賞     | 著者         | 受賞作タイトル（刊行時改題）                                                     | 年度   |
| ------ | ------ | ------------ | -------------------------------------------------------------------------------- | ------ |
| 第1回  | 大賞   | 床丸迷人     | 四年霊組こわいもの係                                                             | 2012年 |
| 第2回  | 大賞   | 深海ゆずは   | こちらパーティー編集部 〜ひよっこ編集者と黒王子〜 （こちらパーティー編集部っ！） | 2013年 |
| 第2回  | 金賞   | あさばみゆき | ミコトバヅカイ、参るでござる！ （いみちぇん！）                                  | 2013年 |
| 第3回  | 大賞   | 遠藤まり     | 超吉ガール 〜コンと東京十社めぐりの巻〜 （超吉ガール）                           | 2014年 |
| 第3回  | 金賞   | 月ゆき       | 名推理はミモザにおまかせ！ （名探偵ミモザにおまかせ！）                          | 2014年 |
| 第4回  | 大賞   | 一ノ瀬三葉   | とつげきリポート！ 地獄ちゃんねる （トツゲキ!? 地獄ちゃんねる）                  | 2015年 |
| 第4回  | 金賞   | まひる       | 出動！ 美術警察!! （らくがき☆ポリス）                                            | 2015年 |
| 第5回  | 大賞   | -            | -                                                                                | 2016年 |
| 第5回  | 金賞   | 大空なつき   | 世界一クラブ                                                                     | 2016年 |
| 第6回  | 大賞   | -            | -                                                                                | 2017年 |
| 第6回  | 金賞   | 田原答       | オバケがシツジの夏休み                                                           | 2017年 |
| 第6回  | 特別賞 | ひのひまり   | エスパー部へようこそ                                                             | 2017年 |
| 第7回  | 大賞   | -            | -                                                                                | 2018年 |
| 第7回  | 金賞   | 高杉六花     | シークレットブレス （君のとなりで。）                                            | 2018年 |
| 第7回  | 奨励賞 | 日部星花     | ピアニスト・ウォーズ！                                                           | 2018年 |
| 第8回  | 大賞   | -            | -                                                                                | 2019年 |
| 第8回  | 金賞   | 七海まち     | デスコレ！—運命は、変えられる— （サキヨミ！）                                    | 2019年 |
| 第8回  | 金賞   | やまもとふみ | リケジョとオカシな実験室 （理花のおかしな実験室）                                | 2019年 |
| 第8回  | 銀賞   | 夏美         | パートナー （空神）                                                              | 2019年 |
| 第9回  | 大賞   | 吹井乃菜     | はらぺこキツネ☆七変化！ （あおいのヒミツ！）                                     | 2020年 |
| 第9回  | 金賞   | あんのまる   | コードネーム：Ｎ -ターゲットの弱みを握れ！- （トップ・シークレット）             | 2020年 |
| 第9回  | 金賞   | 七都にい     | とりかえたなら （ふたごチャレンジ！）                                            | 2020年 |
| 第10回 | 大賞   | -            | -                                                                                | 2021年 |
| 第10回 | 金賞   | 平河ゆうき   | 凸凹バドバード （泣き虫スマッシュ！）                                            | 2021年 |
| 第10回 | 特別賞 | 星奈さき     | 感崎零の怪異潰し （学校の怪異談 真堂レイはだませない）                           | 2021年 |
| 第11回 | 大賞   | -            | -                                                                                | 2022年 |
| 第11回 | 金賞   | あさつじみか | 社長ですが、なにか？                                                             | 2022年 |
| 第11回 | 金賞   | しおやまよる | 龍神さま、お守りします！ ～信じる力と花言葉！～ （はなバト！）                   | 2022年 |
| 第12回 | 大賞   | -            | -                                                                                | 2023年 |
| 第12回 | 金賞   | 橘花やよい   | かわいいもの同盟！                                                               | 2023年 |
| 第12回 | 金賞   | 無月蒼       | アオハルチャレンジ！ （アオハル100%）                                            | 2023年 |
| 第13回 | 大賞   | -            | -                                                                                | 2024年 |
| 第13回 | 金賞   | 夢乃ひいろ   | それ、犯罪ですよねっ？！                                                         | 2024年 |
| 第13回 | 銀賞   | 深草ゆにえ   | 古泉リコの、海の底までいってきます！                                             | 2024年 |

## 一般部門選考委員
本上まなみ氏、藤ダリオ氏
※第12回角川つばさ文庫小説賞まで宗田理氏も選考委員だった。

## 角川学芸児童文学賞
- 第01回 2010年「コスモス」中山聖子、「ライバル」はまなかあき
- 第02回 2011年「さくらのつぼみがひらいたら……」秋山りん、「父さんは地球儀の上にいる」加藤章子